# Sheila Watt-Cloutier

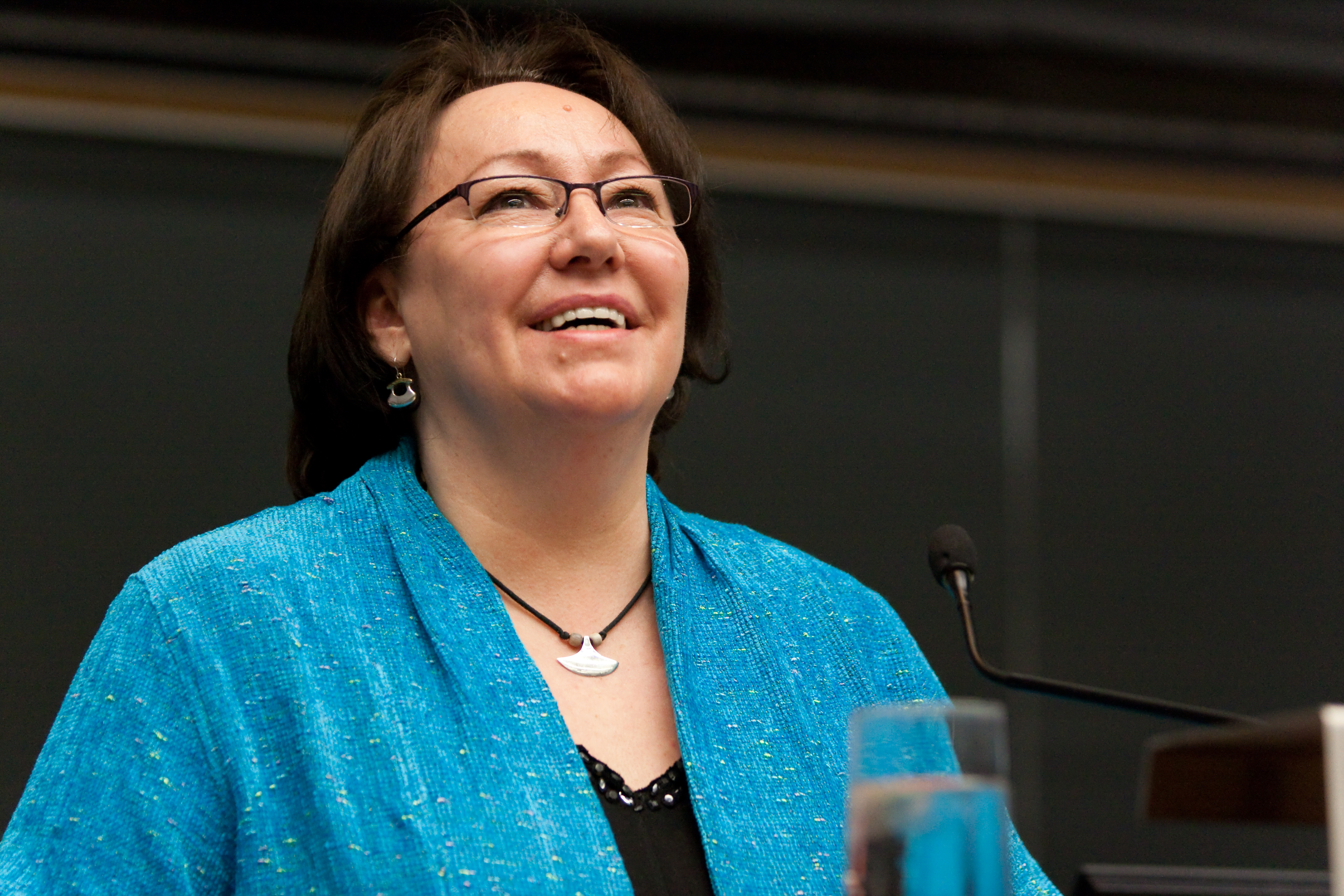
Sheila Watt-Cloutier (2009)

Sheila Watt-Cloutier (* 2. Dezember 1953 in Kuujjuaq, Provinz Québec) ist eine kanadische Inuit-Aktivistin.
Sie ist eine politische Repräsentantin der Inuit auf regionaler, nationaler und internationaler Ebene, zuletzt als internationale Vorsitzende für das Inuit Circumpolar Council. Sheila Watt-Cloutier hat an einer Vielzahl von sozialen und Umweltangelegenheiten gearbeitet, die Inuit betreffen. Momentan beschäftigt sich ihre Arbeit mit langlebigen organischen Schadstoffen und der globalen Erwärmung. Neben der Auszeichnung für ihre Arbeit mit verschiedenen Preisen und Ehrungen wurde sie in etlichen Dokumentationen von Journalisten aller Medien porträtiert.

## Auszeichnungen
- 2005: Ernennung zu einer von sieben Champions of the Earth durch die Vereinten Nationen;
  - Sophie-Preis
- 2015: Right Livelihood Award (Alternativer Nobelpreis) „für ihren lebenslangen Einsatz für die Rechte der Inuit und für den Erhalt ihrer Lebensgrundlage und Kultur, die vom Klimawandel akut bedroht sind“.[1] Sie teilt sich das Preisgeld in Höhe von drei Millionen SEK mit dem Volk der Marshallinseln und seinem Außenminister Tony de Brum, der ugandischen Menschenrechtsaktivistin Kasha Jacqueline Nabagesera sowie dem italienischen Chirurgen und Friedensaktivisten Gino Strada.